# Asfal't
Asfal't (in russo Асфальт?) è un singolo del cantante e rapper russo Jakone, e della cantante russa Kiliana, pubblicato il 21 giugno 2024.
È finito in lizza per due riconoscimenti alla gala musicale di RU.TV, tra cui quello alla miglior canzone.

## Video musicale
Il video, candidato per il premio Muz-TV al miglior video dance, è stato reso disponibile in concomitanza con l'uscita del brano attraverso il canale YouTube dell'etichetta.

## Tracce
Testi e musiche di Aram Grigor'evič Bajtalov.
1. Asfal't – 2:50

## Successo commerciale
Asfal't è stata la collaborazione ad aver accumulato la maggior quantità di stream nei dodici mesi su VK Muzyka e la canzone ad aver trascorso più tempo in cima alla graduatoria giornaliera di Yandex Music durante l'anno.

## Classifiche
| Classifica (2024-25) | Posizione massima |
| -------------------- | ----------------- |
| Bielorussia          | 161               |
| Kazakistan           | 17                |
| Moldavia             | 4                 |
| Russia               | 2                 |